# Rinia-Park

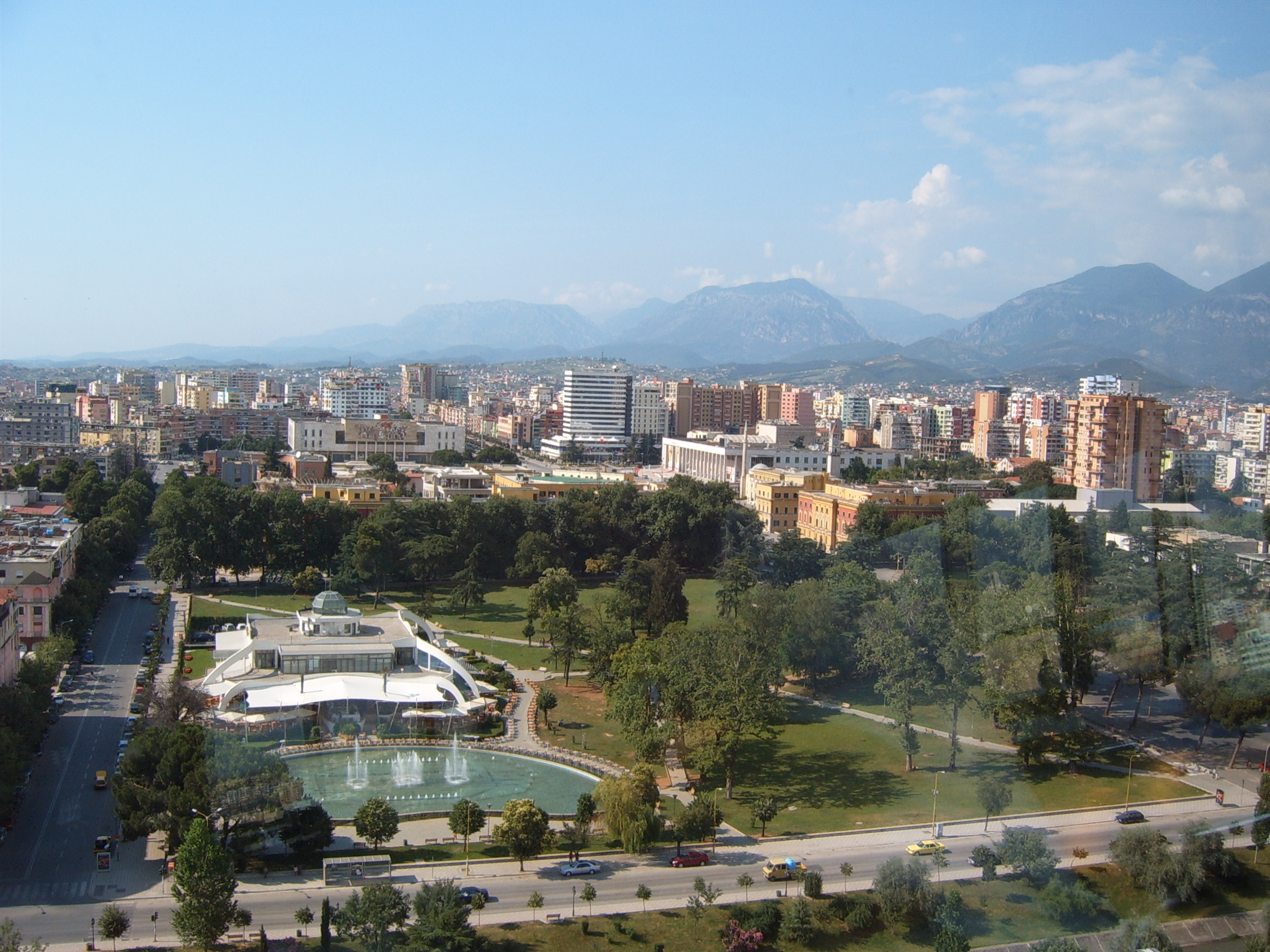
Blick auf den Rinia-Park vom Sky-Tower aus in Richtung Norden (2007)

Der Rinia-Park (albanisch Parku Rinia, zu Deutsch Jugend-Park) ist ein Stadtpark im Zentrum Tiranas, der Hauptstadt Albaniens. Er wurde während der sozialistischen Ära im Jahr 1949 oder 1950 eingerichtet und hat heute eine Fläche von 24,2 Hektar. Der Park erstreckt sich auf einer Länge von 197 Metern von der Straße Myslym Shyri bis zum Boulevard Gjergj Fishta und 147 Metern Breite zwischen der Straße Ibrahim Rugova und dem Boulevard Dëshmorët e Kombit. Seit 2007 ist er Kulturdenkmal Albaniens.

## Lage
Der Rinia-Park befindet sich rund 200 Meter südlich des Skanderbeg-Platzes, seitlich der Hauptverkehrsader der Innenstadt, dem Boulevard Dëshmorët e Kombit (Märtyrer des Volkes). Auf der anderen Boulevard-Seite liegen links die Nationale Kunstgalerie und rechts das (heute leerstehende) Hotel Dajti. Nördlich des Rinia-Parks angrenzend liegen zudem einige Verwaltungsgebäude der albanischen Regierung.
Im Süden wird der Park durch den Boulevard Gjergj Fishta vom Stadtflüsschen Lana getrennt.

## Geschichte
Erste Pläne für einen Stadtpark an dieser Stelle wurden schon Anfang der 1930er Jahre gemacht. Als Bestandteil eines größeren Stadtentwicklungsprogramms nach dem Zweiten Weltkrieg wurde der Rinia-Park 1949 oder 1950 auf einer Fläche von 29,81 Hektar eröffnet. Es war die Jugend Tiranas gewesen, die den Park mit seinem Akazien- und Eukalyptus-Wald in Freiwilligenarbeit angelegt hatte, weshalb er noch heute so heißt. Zu Beginn war er ein kleiner Familienpark, wohin die Einwohner Tiranas ihre Kinder zum Spielen bringen konnten.
Nach dem Fall der Diktatur im Jahr 1991 wurde die Grünfläche wie viele andere in Tirana für illegale Bauten genutzt, deren Errichtung meist durch Bestechung der städtebaulichen Behörden möglich wurde. Die Mehrheit dieser Objekte waren Kioske, Bars und Restaurants. Schnell wurden sie zu berühmt-berüchtigten Stammlokalen von Drogenbaronen, Dealern und anderen dubiosen Geschäftsleuten.

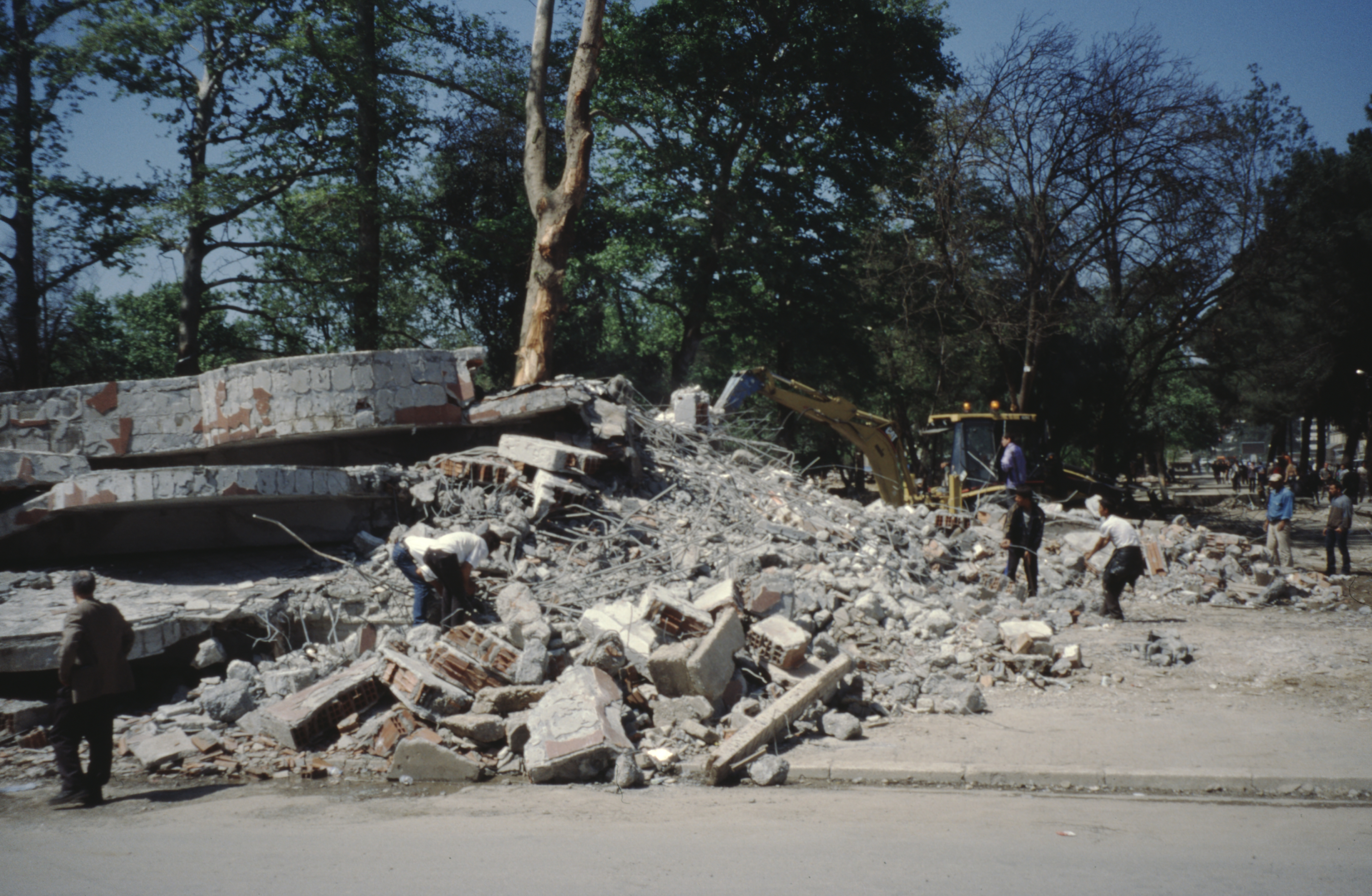
Abriss von illegalen Gebäuden im Rinia-Park im Jahr 1999

Nach dem Amtsantritt Edi Ramas als Bürgermeister Tiranas im Jahr 2000 wurden die illegalen Gebäude abgerissen, und der Park wurde neu angelegt. Insgesamt wurden 130 Objekte niedergerissen und 45.000 Kubikmeter Abfall entfernt.
Wo zur kommunistischen Zeit ein kleines Café stand, wurde später der Kompleks Taivani erstellt, das neben Restaurants und einem Café auch ein Casino und weitere Angebote umfasste. Im Frühjahr 2020 wurden im Park umfassende Erneuerungsarbeiten ausgeführ. Verdichtung des Bodens hatte dazu geführt, dass Wasser schlecht abfließen konnte.

## Bebauung und Nutzung

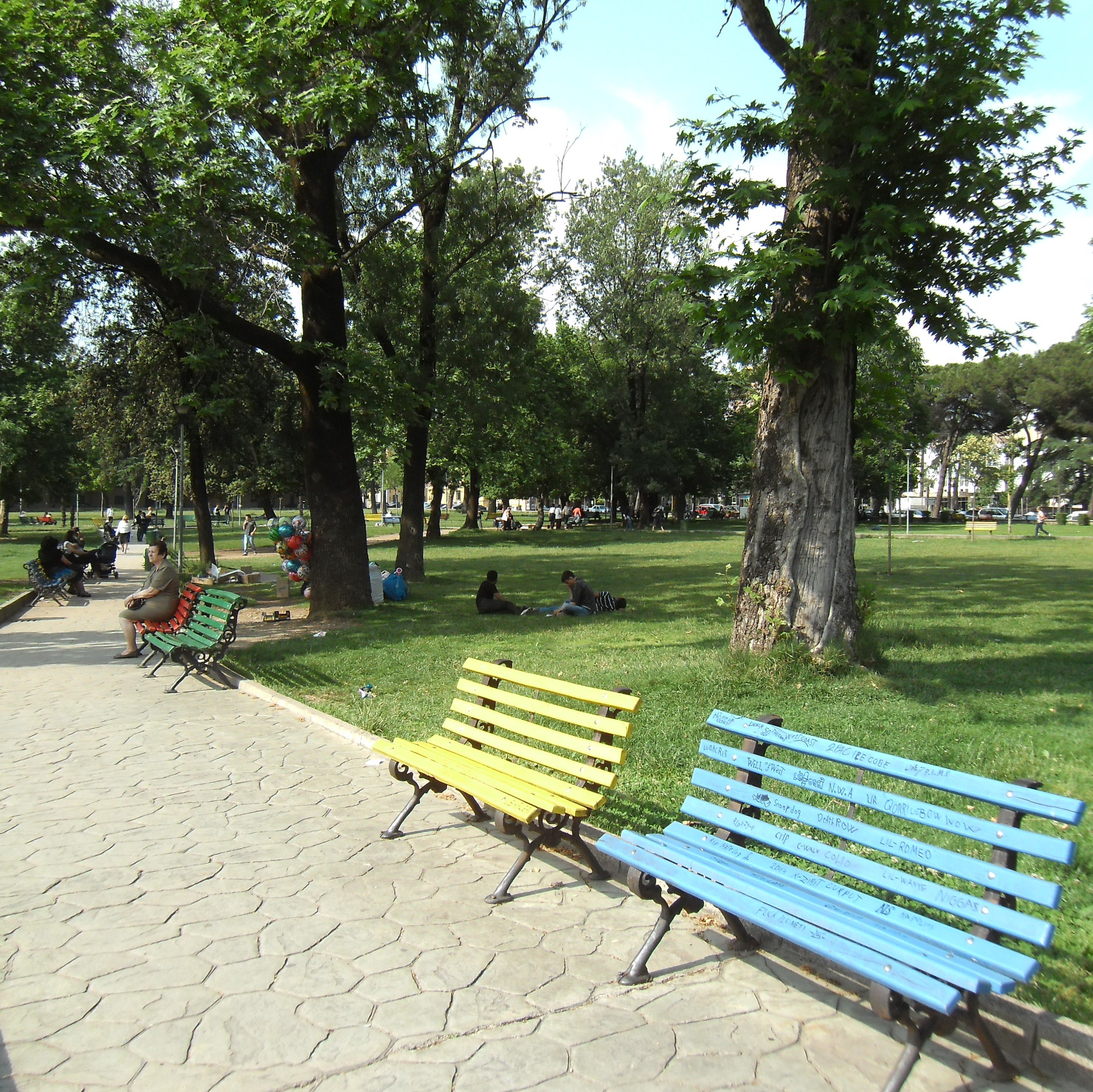
Unter den Bäumen im Park (2011)

Heute wird der Park von Jung und Alt rege genutzt. Alter Baumbestand bietet Schatten, es gibt Spielplätze für Kinder, Wege ziehen durch die Anlage und Wiesen können für Ballspiele genutzt werden. Auf dem südwestlichen Gelände steht das Restaurant Taivani, benannt nach der gleichnamigen Insel in Asien. Daneben befindet sich in der Südwestecke ein großer Brunnen. Seit der Umgestaltung von 2020 sind die weiten Rasenflächen mehr strukturiert mit kleinen Erhöhungen und einem Bachlauf. Es gibt eine kleine Bühne mit Sitzgelegenheiten, eine Umzäunung für Hunde, neue Spielgeräte für Kinder und Schachtische.
In Albanien wird jährlich am 14. März das Sommerfest gefeiert. Diese heidnische Tradition soll das Winterende markieren, die Wiedergeburt der Natur feiern und den Menschen neue Hoffnung geben. Im Rinia-Park finden anlässlich dieses Fests abends Zirkusvorstellungen statt, die mit Schauspielern, Akrobaten, Magiern und Künstlern begleitet wird.
Am 28. November 2012 wurde im Rinia-Park anlässlich des 100. Jahrestages der Unabhängigkeitserklärung der Republik Albanien ein Denkmal zu Ehren des Jubiläums enthüllt. Das Kunstwerk besteht aus zwei mit Bronzetafeln gekleideten Stahlelementen, die einen hohen Quader umschließen, aber in der Diagonale geteilt ist. Das eine Element besteht aus zwei Wänden und der Decke und trägt im Innern den Text der Unabhängigkeitserklärung, was die Unterdrückung des albanischen Volkes symbolisieren soll. Das zweite Element setzt sich ebenfalls aus zwei Wänden und aber einer Bodenplatte zusammen. Im Innern ist der doppelköpfige Adler Albaniens eingraviert, die Bodenplatte soll das „Fundament der Freiheit“ darstellen. Die Teilung des gesamten Kunstwerks in der Diagonale soll die vollführte Befreiung des Landes aus der jahrelangen Isolation symbolisieren. Das Denkmal wurde in Österreich angefertigt und ist Werk zweier in München ansässiger Künstler: des gebürtigen Kosovaren Visar Obrija und des Deutschen Kai Roman Kikla. Die Fertigungskosten beliefen sich auf 400.000 Euro.

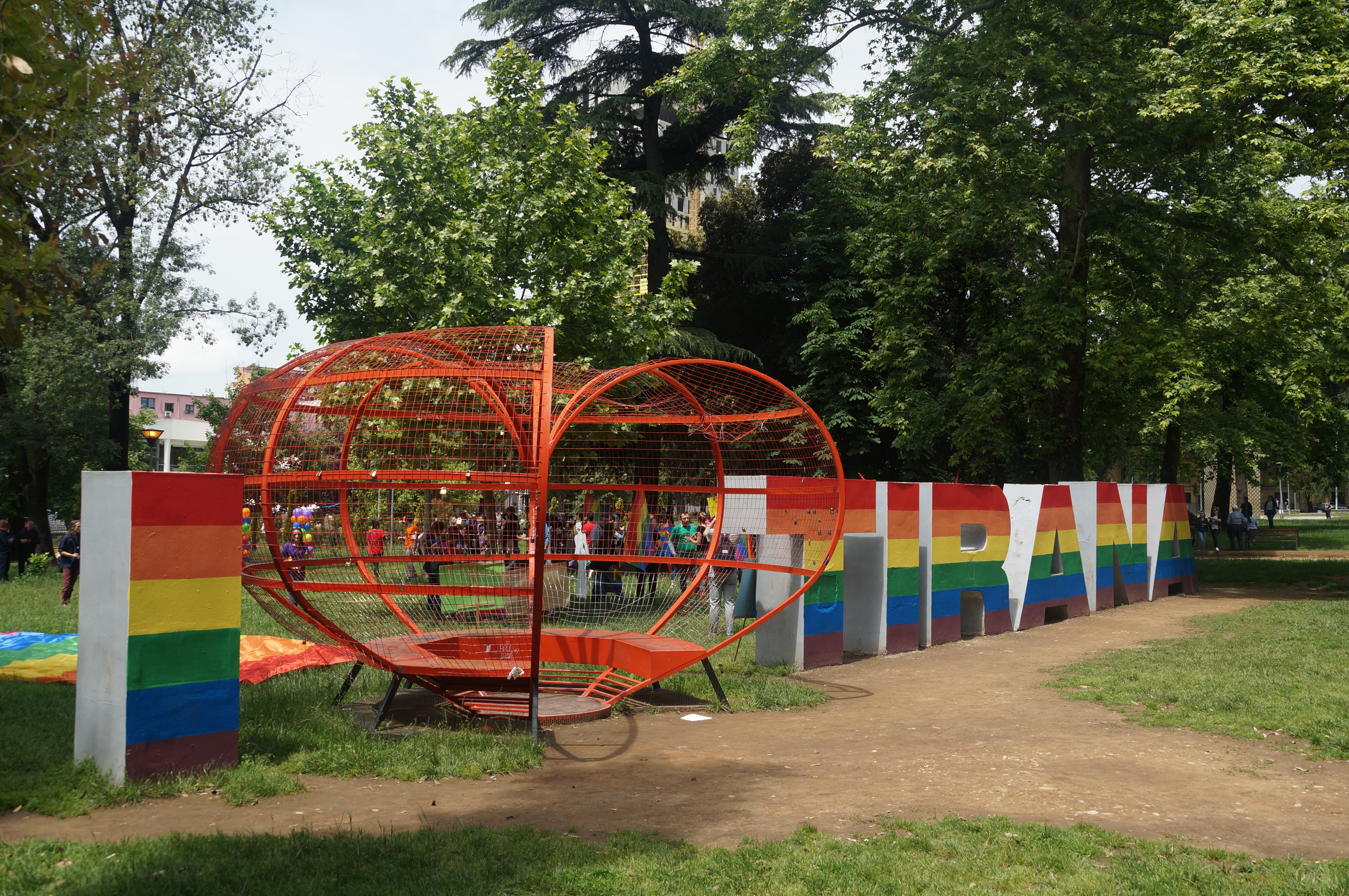
Installation „I Love Tirana“

Ende der 2010er Jahre stand ein mehr als mannshoher Schriftzug „I Love Tirana“ aus Betonbuchstaben und einem Metallherzen, in das man sich setzen konnte, im Park. Wie das Newborn-Denkmal in Prishtina wurde die Installation immer wieder anders bemalt. Im Rahmen der Neugestaltung im Jahr 2020 wurde der Schriftzug wieder entfernt.